# Elizabeth Raffald
Elizabeth Raffald, (1733-19 de abril de 1781) fue una escritora, innovadora y emprendedora inglesa. Nacida y criada en Doncaster, Yorkshire; Raffald sirvió en el servicio doméstico durante quince años y terminó como ama de llaves de los barones de Warburton en Arley Hall, Cheshire. Se casó con John, el jardinero jefe de la finca y dejó su puesto. La pareja se mudó a Mánchester, Lancashire, donde Raffald abrió una oficina de registro para presentar los trabajadores domésticos a los empleadores; también dirigió una escuela de cocina y vendía la comida que allí se cocinaba. En 1769 publicó su libro de cocina La experimentada ama de llaves inglesa, el cual contiene la primera receta para un "pastel de novia" que es reconocido como el precursor del pastel de bodas moderno. También se la reconoce como la posible inventora del Pastel de Eccles.
En agosto de 1772, Raffald publicó el Directorio de Mánchester, un listado de 1.505 comerciantes y líderes cívicos de Mánchester, el primer listado de este tipo para la prometedora ciudad. Los Raffald llegaron a dirigir dos importantes casas de postas en Mánchester y Salford antes de tener problemas financieros, posiblemente provocados por el consumo excesivo de alcohol de John. Raffald inició un negocio de venta de fresas y bebidas calientes durante la temporada de fresas. Murió repentinamente en 1781, justo después de publicar la tercera edición de su directorio y cuando todavía estaba actualizando la octava edición de su libro de cocina.
Después de su muerte, hubo quince ediciones oficiales de su libro de cocina y veintitrés piratas. Sus recetas fueron muy plagiadas por otros autores, sobre todo por Isabella Beeton en su best seller Mrs Beeton's Book of Household Management (1861). Las recetas de Raffald han sido admiradas por varios cocineros y gastrónomos modernos, como Elizabeth David y Jane Grigson.